# Boundary (Derbyshire)
Boundary – osada w Anglii, w hrabstwie Derbyshire i Leicestershire, w dystrykcie South Derbyshire. Leży 17 km na południe od miasta Derby i 169 km na północny zachód od Londynu.